# Haulmé
Haulmé är en kommun i departementet Ardennes i regionen Grand Est (tidigare regionen Champagne-Ardenne) i nordöstra Frankrike. Kommunen ligger  i kantonen Monthermé som ligger i arrondissementet Charleville-Mézières. År 2022 hade Haulmé 87 invånare.

## Befolkningsutveckling
Antalet invånare i kommunen Haulmé
Referens: INSEE